# Operophtera myricaria
Operophtera myricaria là một loài bướm đêm trong họ Geometridae.